# Hilton Head Island
Hilton Head Island è una città degli Stati Uniti d'America, situata nella Contea di Beaufort nello Stato della Carolina del Sud. Dal 1973 al 2000 nella cittadina si svolgeva annualmente il Family Circle Cup, torneo tennistico.